# Picratol
El picratol es una potente mezcla explosiva, formada por el 52% de Explosivo D y el 48% de TNT. Tiene una velocidad de detonación de aproximadamente 6.972 metros por segundo. El picratol no tiene aplicaciones civiles. Se destinan exclusivamente para uso militar y fue especialmente popular durante la Segunda Guerra Mundial. La principal ventaja de picratol es su gran insensibilidad al choque. Por este motivo se empleó para rellenar, como explosivo principal, proyectiles perforantes y bombas de aviación.
El picratol es obsoleto y por lo tanto, es poco probable que se encuentren, excepto en las municiones largo tiempo almacenadas o las municiones sin estallar.
- Datos: Q570036